# Église Saint-Pierre de Longueil
Pour les articles homonymes, voir Église Saint-Pierre.
L'église Saint-Pierre est une église catholique située à Longueil, en France.

## Localisation
L'église est située à Longueil, commune du département français de la Seine-Maritime. 

## Historique
L'église primitive est bâtie au XIe siècle et XIIe siècle et dédiée à Notre-Dame. Elle est dédiée à saint Pierre au XVe siècle. 
L'édifice est reconstruit au XVIIIe siècle.
L'édifice est classé au titre des monuments historiques par arrêté du 20 janvier 1976.

## Description
L'église est en brique, grès et tuf.
L'édifice conserve des fonts baptismaux du XVe siècle, un bénitier du début du XVIIIe siècle et des tableaux du XVIIe siècle et XVIIIe siècle. En outre est conservée une litre funéraire.